# Spherillo albospinosus
Spherillo albospinosus là một loài chân đều trong họ Armadillidae. Loài này được Dollfus miêu tả khoa học năm 1900.